# داني سميث (مدرب رياضي)
داني سميث (بالإنجليزية: Danny Smith)‏ هو مدرب رياضي أمريكي، ولد في 7 سبتمبر 1953 في بيتسبرغ في الولايات المتحدة.